# 台湾の暇人
『台湾の暇人』（たいわんのひまじん、原題：假面超人　英題：Falling Up Walking Down）は、1997年の台湾映画。日本では劇場未公開で越前屋電視社からビデオが発売された。

## 概要
台北市、心中をしようとするカップル、暇をもてあます夫婦、家出少女や不良少年などの人生が交錯する一夜をコミカルに描く。
アン・リー、エドワード・ヤン、チェン・ユーシュンなどの映画にも横溢する、台北の街の空気感が在る。車を磨きにガレージに行ってしまった夫に取り残された妻が、一人でエレベーターで屋上に上がって意味も無く泣き出すくだりは、豊かになっていく社会に特有の寂しさを音楽や映像なども含め見事に表現していた。

## スタッフ
- 監督：アーサー・チュー（瞿友寧 チュウ・ヨウニン）
- 撮影：タシ・チェン・フェイ
- 音楽：ホー・チー・チェン

## キャスト
- チャン・ユン・チェン
- チャン・リー・チェン

『LOVE GO GO』のチェン・ユーシュン監督がエレキギターを弾く薬局店員としてゲスト出演。